# 雪之女王
《雪之女王》是一部日本電視動畫，改編自丹麥童話家安徒生的同名著作《雪之女王》。共36話，另有6話總集篇。
該動畫自2005年5月22日至2006年2月12日在日本NHK播放，共36話，另有6話總集篇自2006年5月4日至5月5日播放。香港亞洲電視後來購得這套動畫的香港播映權，並於2006年12月6日至2007年1月23日在本港台首播，片名為《雪之女王》，不過所播放的版本只有35話。台灣由MOMO親子台播出，片名為《冰雪女王》。

## 故事簡介
凱和蓋爾達自小是好朋友。有一天凱被雪之女王帶走，不知所終，鎮上的人認為他是跌進冰湖裡死了。雖然凱的遺體沒有找到，他的家人仍然為他舉行葬禮。蓋爾達不相信凱已死，在聽到鎮上一個酒鬼說看見凱上了一個美麗女人的馬車前往北方後，蓋爾達努力打工賺了一點兒錢，然後獨自一人離家，向北方出發找尋凱，旅途上遇到各式各樣的人和事。
吟遊詩人拉基是蓋爾達在旅途上的同伴，不過拉基在中途不能再伴隨蓋爾達橫越冰天雪地。蓋爾達在其他人和動物的幫助下，終於到達雪之女王所在的冰之城堡，找到了凱，卻發現凱完全不認識她。原來早前城堡裡有一面魔鏡破裂，碎片散落世界各地，其中一塊碎片插進了凱的眼睛，直達心房。凱為雪之女王所救，卻失去過往的記憶，被帶到冰之城堡，雪之女王吩咐他完成一幅大拼圖。當拼圖完全併合後，散落各地的魔鏡碎片就會回到魔鏡聚合。魔鏡和拼圖本來是用來封印魔王，如今魔王不再受封印，嘗試阻止拼圖完成，最終被雪之女王及拉基打敗，魔王再次被封印。凱回復記憶，雪之女王送別凱和蓋爾達，二人一起返回家鄉，拉基則繼續他無休止的旅程。

## 登場角色
- 雪之女王

配音：涼風真世（日本）；譚淑英（香港）
掌管冬天天氣的精靈，住在極北方的冰之城堡。女王在一百年前打敗了魔王，以魔鏡和拼圖把他封印。
- 蓋爾達

配音：川澄綾子（日本）；吳小藝（香港）
本故事的主角，凱的鄰居和好朋友，為尋找凱而踏上旅程。後來凱瀕臨死亡時，他與蓋爾達相擁而泣，最後一塊魔鏡碎片隨凱的眼淚離開他的身體，回到魔鏡復合。
- 凱

配音：夏樹莉緒（日本）；龍德瓊（香港）
被雪之女王帶到冰之城堡，失去了過往的記憶，終日忙於拼湊一幅大拼圖。
- 拉基

配音：仲村亨（日本）；黃志成（香港）
一位吟遊詩人。在蓋爾達起程尋找凱前，拉基幫她繪畫了凱的肖像。二人後來在旅途上再相遇，結伴向北方進發，不過許多時拉基因為要處理私事而暫時離開蓋爾達。以前做過軍人，三十位部下在冰天雪地上死去，只有他被雪之女王所救，他沒有感激女王，反而不滿女王沒有救其餘的人。在魔王被打敗後，拉基知道了女王沒有救其他人的原因。
- 莫莫

伴隨蓋爾達的一隻小猴子。
- 路卡

伴隨拉基的一隻狼。
- 赤蟲

蟲族成員，後為雪之女王的部下。
- 藍蟲

蟲族成員，後為雪之女王的部下。
- 卡爾

凱的父親。
- 魔王

配音：大塚明夫（日本）；黃志成（香港）
在一百年前被雪之女王打敗，被一面魔鏡封印。一百年後魔鏡破裂，魔王再次向雪之女王挑戰。

## 主要聲優
- 凱、春之國駙馬 - 夏樹莉緒
- 蓋爾達 - 川澄綾子
- 凱的妹妹、春之國公主 - 城雅子
- 瑪蒂德（蓋爾達的祖母） - 翠準子
- 拉基、旁白 - 仲村亨
- 紅蟲 - 後藤哲夫
- 藍蟲 - 鈴木琢磨

## 音樂
- 片頭曲：

作曲及編曲：千住明，小提琴演奏：千住真理子
- 片尾曲：

作詞、作曲、歌手：小田和正
- 插曲：

歌手：川澄綾子

## 各集標題
- 第1話  （蓋爾達和凱）
- 第2話  （彩光的街道）
- 第3話  （破鏡的碎片）
- 第4話  （啟程）
- 第5話  （旅途的開始）
- 第6話  （豌豆和少女）
- 第7話  （凶惡的國王）
- 第8話  （花園裡面的魔法使）
- 第9話  （玫瑰精靈）
- 第10話  （古魯斯的夢想）
- 第11話  （紅鞋）
- 第12話  （幸運的梨樹）
- 第13話  （白色馬車）
- 第14話  （旅伴）
- 第15話  （漢斯的挑戰）
- 第16話  （詩人遊子勒基）
- 第17話  （一無是處的女人）
- 第18話  （前往冰海）
- 第19話  （賣火柴的女孩）
- 第20話  （總集編，海外版本無此集）
- 第21話  （三個核桃；海外版本第20話，下一集為第21話，如此類推）
- 第22話  （馬戲團的奇跡）
- 第23話  （天國的花園）
- 第24話  （月夜的美人魚公主）
- 第25話  （王室的鎖匙）
- 第26話  （路卡的傳說）
- 第27話  （大冰河的危機）
- 第28話  （神奇的烏鴉）
- 第29話  （山賊少女）
- 第30話  （山賊的規條）
- 第31話  （山賊的束縛）
- 第32話  （賢者和風神）
- 第33話  （冰之城堡）
- 第34話  （勒基復活）
- 第35話  （逼近的魔王）
- 第36話  （回家）

## 外部連結
- 官方網站

## 節目變遷
| 台灣 MOMO親子台 星期日、星期一00:30-01:00節目 | 台灣 MOMO親子台 星期日、星期一00:30-01:00節目 | 台灣 MOMO親子台 星期日、星期一00:30-01:00節目 |
| --------------------------------------------- | --------------------------------------------- | --------------------------------------------- |
|                                               | 冰雪女王 重播                                 |                                               |
| Tsubasa翼 重播 （2008.7.20 - 2008.10.13）     | —                                             |                                               |